# Rahnsdorf (Zahna-Elster)
Rahnsdorf ist seit dem 1. Januar 2011 ein Ortsteil der Einheitsgemeinde und Stadt Zahna-Elster im Landkreis Wittenberg im Land Sachsen-Anhalt.

## Namen

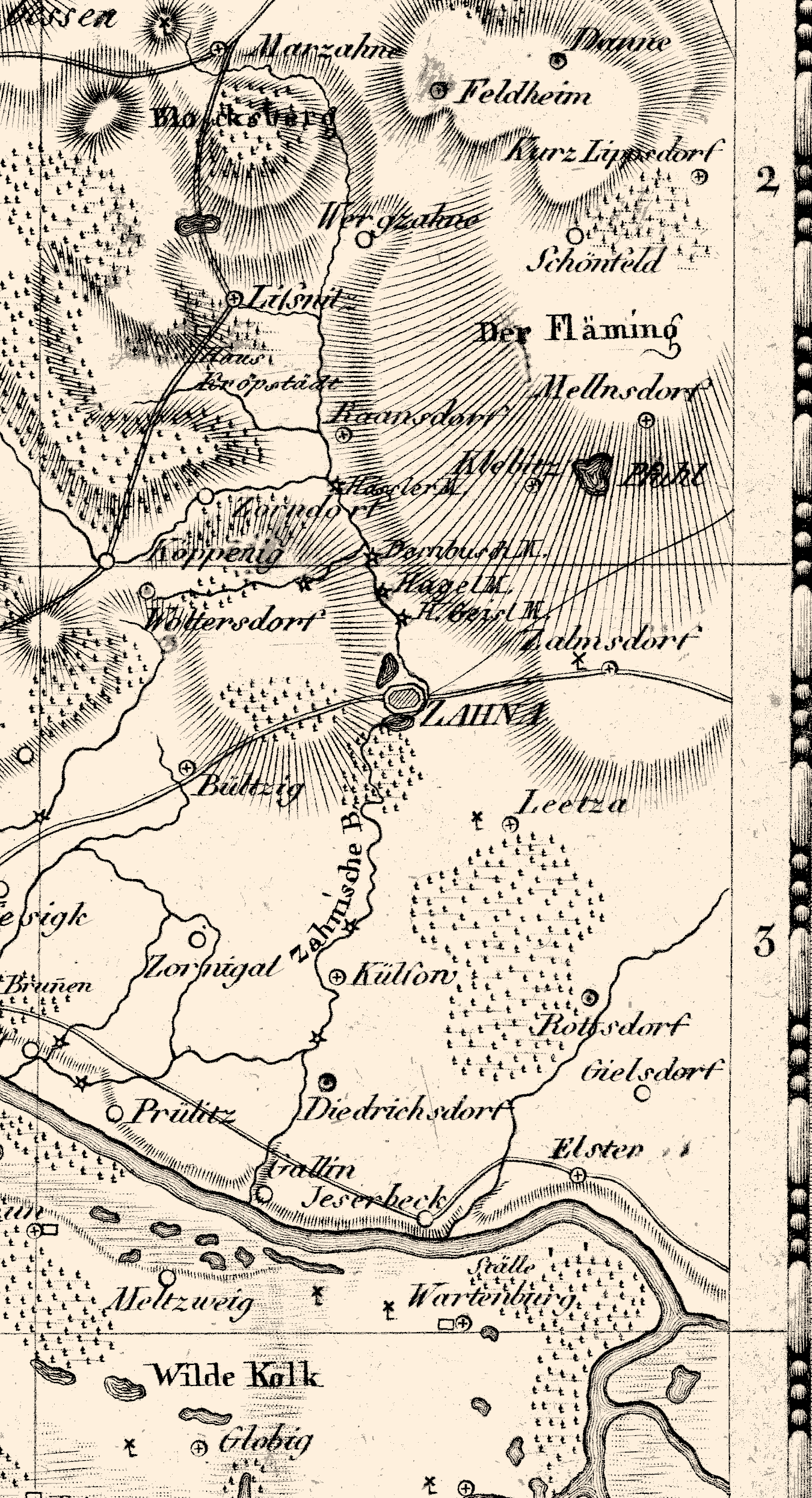
Rahnsdorf auf einer 1812 erschienenen Karte, damals Raansdorf

Die Karte des sächsischen Kurkreises von 1752 nutzt die Schreibweise Rahnsdorff. In einer Kupferstichkarte von 1812 wird die Siedlung Raansdorf genannt.
Die Karte von 1812 bezeichnet die einzige Mühle des Dorfes als Hässler Mühle, wie im amtlichen Kartenwerk von 1993.
Das 1874 erschienene Meßtischblatt von Zahna
verwendet Hestlermühle. Die folgenden Ausgaben der Meßtischblätter ab 1904 tragen allerdings wieder die in den Werken von 1812 und 1993 zu findende Bezeichnung. Das Schild des Zufahrtsweges führt heute den Namen Heßlermühle. Es gibt also mindestens drei verschiedene Schreibweisen.
Für den Oberlauf der Zahna, der früher das Mühlrad trieb, wird in den Kartenwerken das heute noch gebräuchliche Zahnabach verwendet, altertümlich auch Zahnische Bache.

## Geografie
Der Ort liegt im Niederen Fläming und wird westlich von den Gewässern Drehningsbach und Zahna umflossen. Die geschützten Auen erstrecken sich im Süden bis an die Bahnstrecke Jüterbog – Wittenberg. Südlich der ICE-Strecke liegt der Ort Zahna.
Noch nördlich des Ortes nimmt der vom brandenburgischen Wergzahna kommende Drehningsbach den Kropstädter Hauptgraben auf. Die in Ortsnähe als Weideland und Koppelfläche genutzte Aue des Drehningsbachs ist dem Kiefernwald der Kropstädter Heide im Westen vorgelagert. Ortsausgehend unterquert der Drehningsbach die Kreisstraße 2014 und vereinigt sich wenig später mit dem von Wüstemark kommenden Zahnabach, der vor 1830 bis zu diesem Zusammenfluss Zernitzbach genannt wurde. Stattdessen könnte nach Ansicht von Heimatforschern der heutige Drehningsbach damals als Zahnabach bezeichnet worden sein.
Die Gemarkung Rahnsdorf südlich verlassen passiert die Zahna die ehemalige Fischermühle, unterquert kurz darauf die Bahnstrecke und durchfließt fortführend den gleichnamigen Ort. Für diesen Abschnitt und den Unterlauf lässt sich zudem die vom Oberlauf übernommene Bezeichnung Zahnabach nachweisen.
Im Osten Rahnsdorfs liegen weit zusammenhängende, landwirtschaftliche Nutzflächen und säumen das schmale, nord-süd-orientierte Wohngebiet.

### Naturräumliche Lage
Rahnsdorf zählt zum Roßlau-Wittenberger Vorfläming, Zifferncode 854 im Handbuch der naturräumlichen Gliederung. Das Gebiet lässt sich wiederum den nächstgrößeren Regionen Fläming und Norddeutsches Tiefland zuordnen.

### Schutzgebiete
Seit 5. September 1973 wird der südlich von Rahnsdorf liegende Teil um das Wasserwerk Zahna zwischen K 2014 im Westen, dem Fischermühlenweg im Osten und der Bachstraße nördlich des Bahndamms als Wasserschutzgebiet ausgewiesen.
Der westlich gelegene Kiefernwald, das Zahnabachtal im Südwesten und Süden des Dorfes sowie die Aue des Drehningsbach im Nordwesten sind Teile des Landschaftsschutzgebietes Wittenberger Vorfläming und Zahnabachtal, das am 30. August 1999 durch den Landkreis Wittenberg auf der Grundlage des anhaltischen Landesnaturschutzgesetzes erklärt wurde und etwa 10.900 Hektar groß ist.
Der Friedenthaler Grund zu Beginn des Zahnabachtals zwischen Jahmo, Kropstädt und Wüstemark ist das Rahnsdorf nächstgelegene Naturschutzgebiet. Es wurde am 2. April 2003 durch das Landesverwaltungsamt festgelegt, hat eine Größe von ca. 146 Hektar und liegt in etwa 2,5 km Entfernung westlich des Dorfes.
Den gleichen Namen trägt das etwa ein Jahr später durch die EU aufgenommene Fauna-Flora-Habitat Friedenthaler Grund. Es ist bis auf eine flächenhafte Erweiterung westlich der B 2 mit dem Naturschutzgebiet identisch.
Im März 2004 wurde das Fauna-Flora-Habitat Klebitz-Rahnsdorfer Feldsölle mit einer Größe von 327 Hektar zur Aufnahme in das Schutzgebietsnetzwerk Natura 2000 an die EU gemeldet. Die Schutzwürdigkeit begründet sich mit bedeutenden Rotbauchunkenvorkommen. Das Schutzgebiet besteht zu 93 % aus bewirtschaftetem Ackerland, 5 % Grünland und etwa 2 % Nadelwald. Es gliedert sich in etwa drei gleich große Teile, wovon zwei in der Umgebung von Klebitz liegen. Die Rahnsdorfer Feldsölle liegen am Schönefelder Weg, nordöstlich der Siedlungsgrenze.
Am 5. Oktober 2005 wurde schließlich das umfassende Großschutzgebiet Naturpark Fläming mit einer Fläche von etwa 82.425 Hektar durch das Land Sachsen-Anhalt erklärt, welches an den älteren, brandenburgischen Naturpark Hoher Fläming anschließt.
Der Naturpark wird durch Wander- und Freizeitangebote lokaler Tourismusvereine vermarktet.
| Typ | Name                                     | Code    | Größe [ha] | seit       | Logo/Zeichen |
| --- | ---------------------------------------- | ------- | ---------- | ---------- | ------------ |
| NUP | Naturpark Fläming                        | NUP0007 | 82.425,0   | 2005-10-05 |              |
| FFH | Klebitz-Rahnsdorfer Feldsölle            | FFH0234 | 327,0      | 2004-03    |              |
| FFH | Friedenthaler Grund                      | FFH0240 | 167,0      | 2004-03    |              |
| NSG | Friedenthaler Grund                      | NSG0290 | 146,0      | 2003-04-02 |              |
| LSG | Wittenberger Vorfläming und Zahnabachtal | LSG0071 | 10.900,0   | 1999-08-30 |              |
| WSG | Wasserwerk Zahna                         | WSG0216 | 83,5       | 1973-09-05 |              |

## Geschichte
Zwischen 1486 und 1490 wird das kursächsische Amt Zahna auf das Amt Wittenberg vereinigt. Darauf verbleibt der Ort über 300 Jahre als Teil des Amtes Wittenberg im sächsischen Kurkreis, der 1806 Teil des Königreichs Sachsen wird. Nach dem Wiener Kongress 1815 wird Rahnsdorf im Kreis Wittenberg der Provinz Sachsen preußisch. Dieser Kreis überdauerte beide Weltkriege, bis er 1952 durch die Bezirks- und Kreisneubildung in der DDR aufgeteilt wurde.
Der neu gebildete Kreis Wittenberg im Bezirk Halle gehörte einer tieferen Verwaltungsebene an, womit er bis zur politischen Wende 1989 neben Rahnsdorf wesentlich weniger Gemeinden in sich vereinigte als sein Namenspatron und Vorgänger. 1990 wurden die Länder neu gegründet. Mit dem Zusammenschluss der alten Kreise Wittenberg, Jessen und Gräfenhainichen im Jahr 1994 wird der Ort Teil des bis heute bestehenden Landkreises Wittenberg.
Bis 2010 wurde der Ort durch die Stadt Zahna, bis 30. Juni 2003 eigenständig, vom 1. Mai 1974 bis 30. August 1990 durch Klebitz verwaltet.
In den Statistiken der Landtagswahl von 2002 wird Rahnsdorf letztmals separat aufgeführt, wahlberechtigt waren 157 Einwohner.

## Bevölkerung
Um 1910 hatte der Ort 250 Einwohner. Nach Kriegsende, im Oktober 1946 wurden 412 Bewohner gezählt. 1993 lebten 226 Menschen im Ort. Für die Jahre vor der Eingemeindung 2003 wies das Statistische Landesamt die Werte 217 für das Jahr 2000 und 206 für 2002 aus, mit Stichtag jeweils 31. Dezember.
| Jahr          | 1910 | 1946 | 1990 | 1993 | 2000 | 2002 | 2023 |
| Einwohnerzahl | 250  | 412  | 227  | 226  | 217  | 206  | 192  |

## Sehenswürdigkeiten

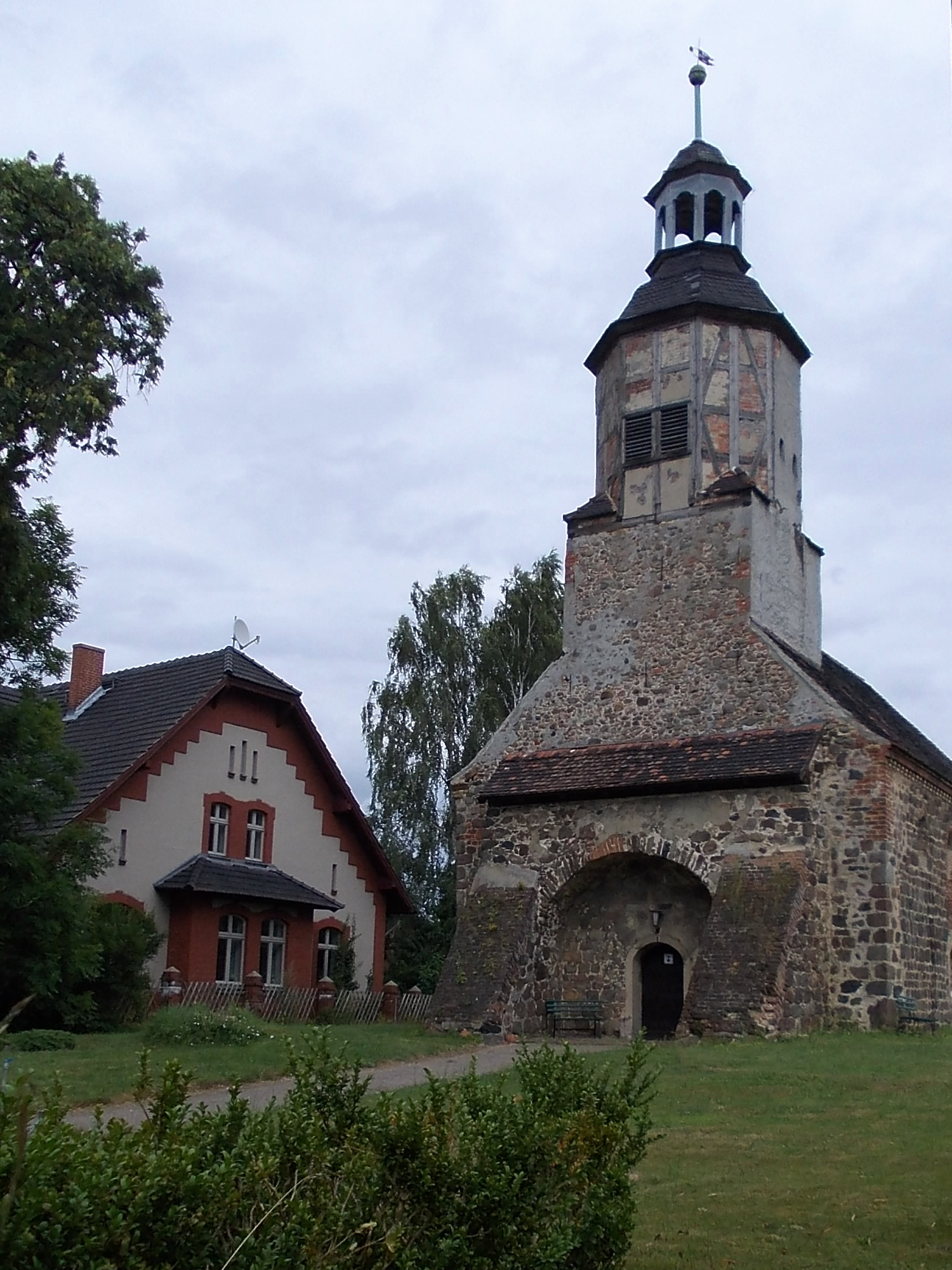
Feldsteinkirche Rahnsdorf 2013, vor der 2019 begonnenen Sanierung, links das Pfarrhaus

Die Feldsteinkirche Rahnsdorfs stammt im Kern aus dem 13. Jahrhundert und wurde später um einen fläminguntypischen barocken Turm ergänzt.
Sie beherbergt eine pflegebedürftige Blasbalgorgel. Weitere Kulturdenkmale des Ortes sind der anschließende Pfarrhof und die Heßlermühle.  Das ehemalige Pfarrhaus ist heute in Privatbesitz, der Pfarrgarten öffnet als einer von vielen Offenen Gärten in Sachsen-Anhalt einmal im Jahr seine Pforten.
Touristisch erschlossen wird das Dorf teilweise durch den Radweg Berlin–Leipzig. Aufgrund des sandigen Bodens der Region eignen sich die unbefestigten Feld-, Wald und Wiesenwege nur bedingt zum Radfahren. Sie wurden vorzugsweise als Reit- und Wanderwege markiert. Jährlich wiederkehrend finden im Frühjahr das Osterfeuer und in den Sommermonaten das Dorffest statt.

## Wirtschaft
Dorf und Umgebung sind landwirtschaftlich geprägt. Die durch Landflächenkollektivierung aus der Vorwendezeit bedingten Ackergrößen sorgen nicht nur zur Erntezeit für regen Betrieb von Großmaschinen. Mit dem Übergang der seit 1974 bestehenden LPGen Frohe Jugend und Freier Bauer 1992 in die Agrofarm Flämingrand GmbH veränderten sich die Verhältnisse zugunsten des Nutzpflanzenbaus. Zwischen 1996 und 1997 wurde im Dorf die Schweine-, später auch die Rinderproduktion im benachbarten Klebitz eingestellt.
Heute stellt die Ölmühle Rahnsdorf täglich kaltgepresstes Leinöl her. Reiterhöfe unterstützen den ökologischen Tourismus. Fast alle Waren und Dienstleistungen werden außerhalb bezogen, neben den Hofläden existieren keine Ladengeschäfte.

## Verkehr
Die Kreisstraße K 2014 verbindet den Ort mit Wergzahna im Norden und Zahna im Süden. Dorfmittig gibt es einen Abzweig nach Klebitz. Benannte Wege sind
- Lindenplatz
- Rahnsdorfer Lindenstraße (K 2014)
- Klebitzer Landstraße
- Schönefelder Weg
- Fischermühlenweg
- Heßlermühle (früher Hässlermühle[4])

Im zweiten Halbjahr 2019 wurde die K 2014 von der Einmündung Waldweg nach Wüstemark bis etwa Ortseingang Zahna voll gesperrt und zwecks grundhafter Erneuerung und Ersatzneubau einer Brücke über den Zahnabach abgetragen.
Das Dorf wird an Schultagen von der Buslinie 376 angefahren, die von Zahna über die Stationen Rahnsdorf, Klebitz, Zahna, Bülzig und Labetz nach Wittenberg und zurück verkehrt. Ergänzend zu den festen Fahrzeiten steht die Linie werktags alle 60 Minuten als Anrufbus zur Verfügung.
Der auf direktem Weg erreichbare Bahnhof Zahna liegt etwa 2,5 km entfernt und wird im Zweistundentakt vom Regional Express 3 angefahren, sowie seit 12. Oktober 2017 wochentags vereinzelt durch die S-Bahn-Linien S 2 und S 8 der S-Bahn Mitteldeutschland.